# Philipp Daub

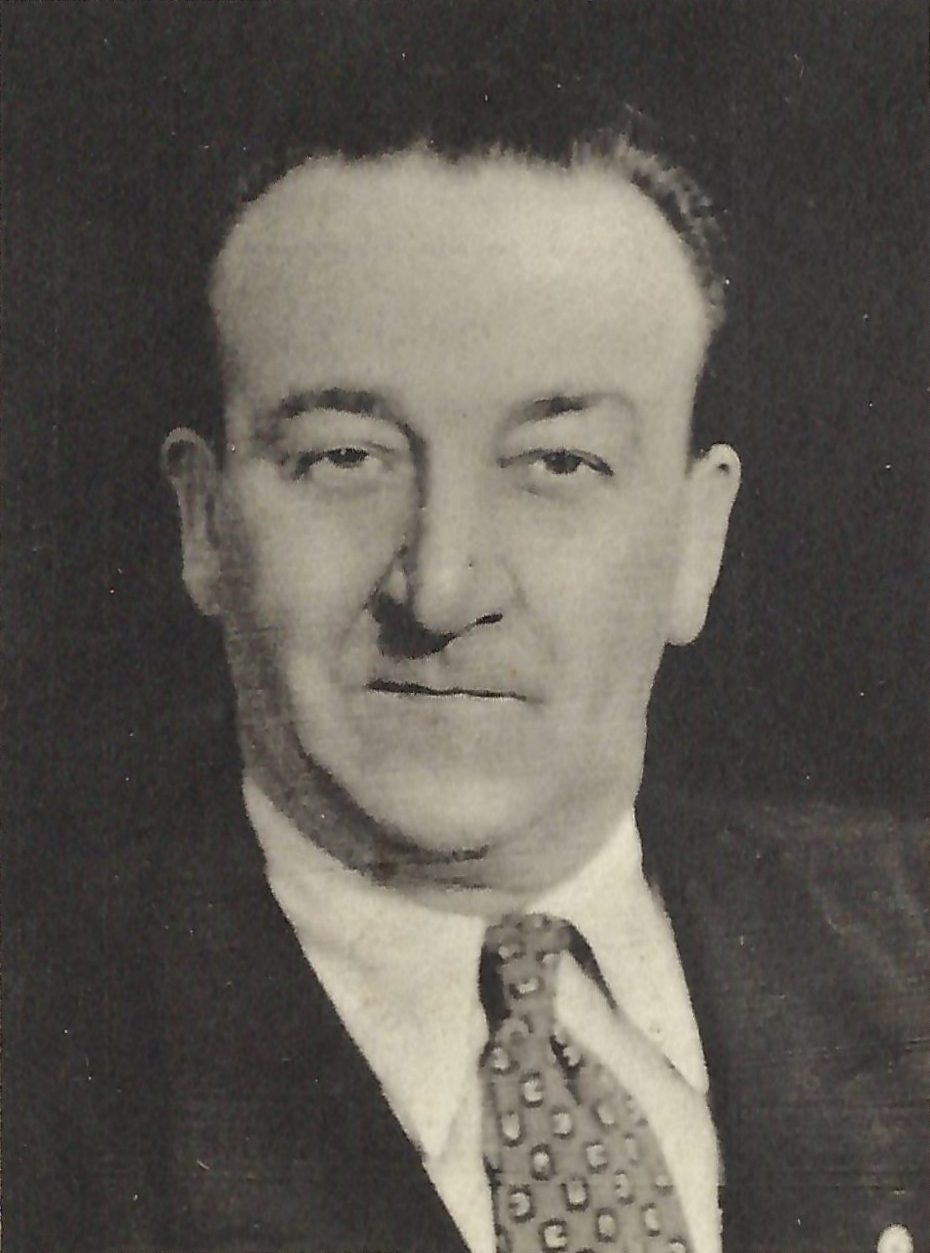
Philipp Daub

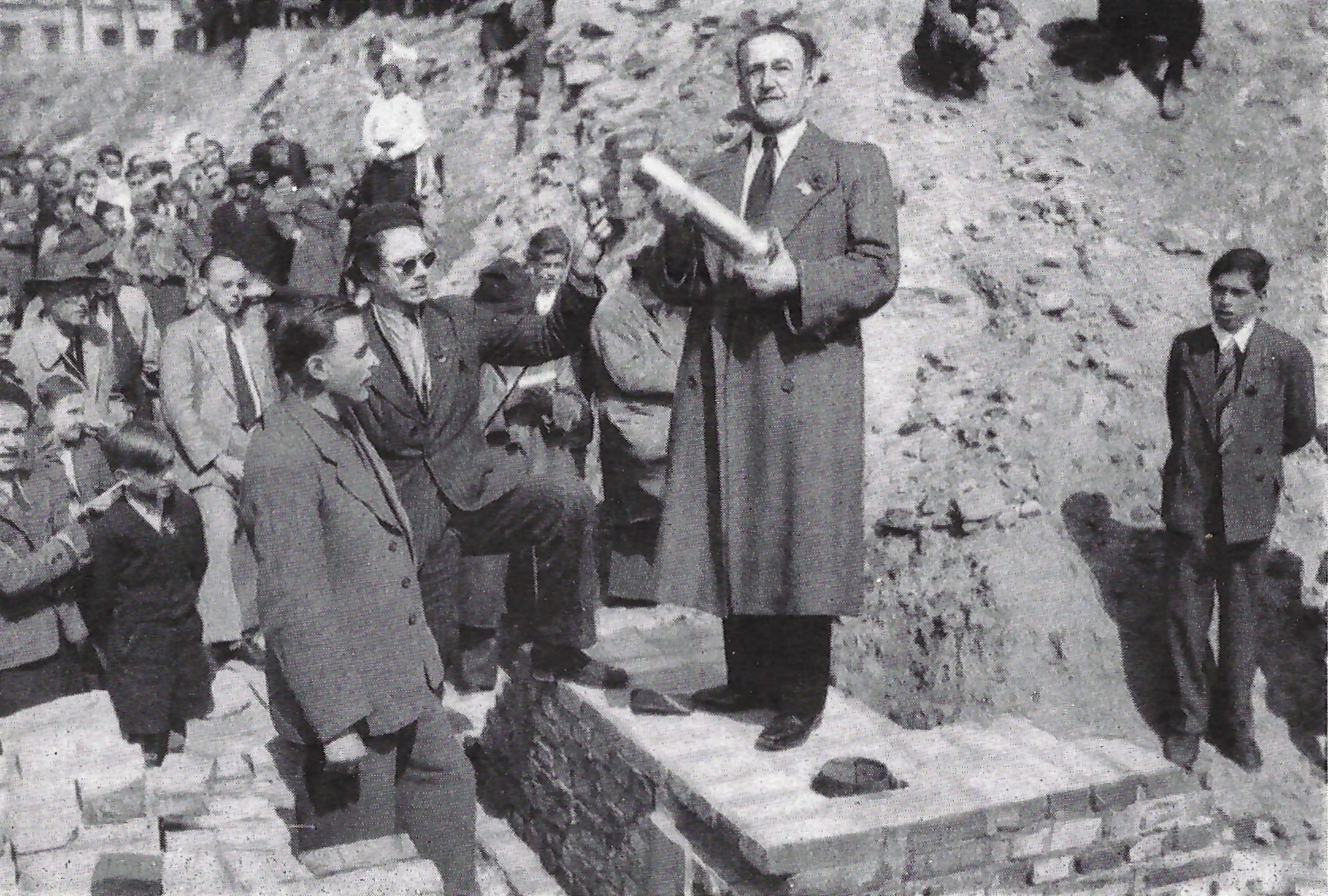
Philipp Daub bei einer Grundsteinlegung in Magdeburg, 1951

Philipp Daub (* 21. Januar 1896 in Burbach; † 14. Juli 1976 in Berlin) war ein deutscher Politiker der KPD und der SED, Funktionär dieser Parteien und Oberbürgermeister von Magdeburg. Er gehörte kurzzeitig dem deutschen Reichstag und nach 1945 dem Landtag von Sachsen-Anhalt an.

## Leben
Daub wurde als Sohn eines Hüttenarbeiters im Saarland geboren. Nach dem Besuch der Grundschule von 1912 bis 1915 machte er eine Lehre zum Maschinenschlosser. Von 1916 bis 1918 leistete er seinen Militärdienst ab.
Von 1919 bis 1921 arbeitete er als Metallarbeiter, 1919 trat er der USPD und der Gewerkschaft bei. Ab 1921 war er Mitglied der KPD, für die er im gleichen Jahr als hauptamtlicher Funktionär tätig war. Er arbeitete in Saarbrücken als Geschäftsführer des Verlages der KPD-Parteizeitung.
Für die KPD wurde Daub 1924 in die Stadtverordnetenversammlung in Saarbrücken gewählt, der er bis 1931 angehörte. Ab 1928 war er auch Mitglied des Landesrates des Saargebietes.
Innerhalb seiner Partei wurde Daub 1927 Organisationsleiter und 1928 Politischer Leiter des KPD-Bezirkes Saar. 1929 wurde er Kandidat des Zentralkomitees (ZK) der KPD und wurde im April 1931 Politischer Leiter des KPD-Bezirkes Hessen-Frankfurt am Main. In dieser Funktion wurde ihm ein „Verstoß gegen die ZK-Linie“ vorgeworfen. In diesem Zusammenhang wurde er zum Instrukteur des ZK der KPD für das ehemalige Reichsgebiet degradiert.
Vom November 1932 bis März 1933 gehörte Daub dem Reichstag an.
Ab April 1932 war er Oberster Berater der KPD im Bereich Mitteldeutschland. Daub nahm am 7. Februar 1933 an der illegalen Tagung des Zentralkomitees der KPD im Sporthaus Ziegenhals bei Berlin teil. Nach dem Verbot der KPD war er Mitglied der illegalen Parteileitung und Leiter des Oberbezirkes Mitte, zu dem Magdeburg, Halle (Saale), Thüringen und Sachsen gehörten. 1935 bis 1936 wurde Daub im Auftrag der KPD in die Niederlande entsandt und betätigte sich dort als Abschnittsleiter West in Amsterdam. Ab 1936 folgte ein Auslandseinsatz in Frankreich, wo er als Beauftragter der KPD-Führung in Paris arbeitete.
Im August 1939 erfolgte die Ausweisung Daubs aus Frankreich, im September desselben Jahres wurde er in Paris verhaftet. Bis Mai 1941 war er daraufhin in Frankreich in verschiedenen Lagern interniert. 1941 erhielt er die Staatsbürgerschaft der Sowjetunion. Er emigrierte 1941 in die USA, wo er sich bis 1946 in New York niederließ.
Nach seiner Rückkehr im Dezember 1946 nach Deutschland arbeitete er bis 1948 als Vizepräsident des Deutschen Zentralverbandes der Umsiedler, der sich mit der Integration von Flüchtlingen befasste. Daub gehörte zum Kreis der sogenannten Westemigranten innerhalb der KPD bzw. der SED, zu dem auch der Präsident des Zentralverbandes, Paul Merker, sowie Rudolf Engel gehörten. Von 1948 bis 1950 war er Leiter der einflussreichen Abteilung Personal / Kader beim ZK der SED. Im Zuge der Noel-Field-Affäre wurden die Westemigranten entmachtet, so dass auch Daub seine Leitungsfunktion verlor.
Am 5. September 1950 wurde Daub Oberbürgermeister in Magdeburg. Dieses Amt übte er bis 1961 aus. In seiner Amtszeit zeichnete Daub verantwortlich für den Beginn des Neuaufbaus der Stadt nach den Zerstörungen des Zweiten Weltkriegs. Dieser Neuaufbau wurde später als Fortsetzung der Zerstörung Magdeburgs kritisiert. Mehrere historische Kirchenbauten, so die Heilig-Geist-Kirche und die St.-Ulrich-und-Levin-Kirche wurden gesprengt. Die historisch gewachsenen Straßenzüge wurden zugunsten einer heute als gesichtslos und trist kritisierten Stadtgestaltung überbaut. Selbst erhalten gebliebene Wohnbebauung wurde abgerissen. 1950 wurde Daub auch Abgeordneter des Landtages in Sachsen-Anhalt und blieb dies bis Juli 1952. Er bekleidete hier die Funktion des Vorsitzenden des Rechts- und Verfassungsausschusses. In diesem Amt war er maßgeblich an der Auflösung des Landes und der Bildung der Bezirke Magdeburg und Halle beteiligt. Bei der Gründung der Liga für Völkerfreundschaft in der DDR am 15. Dezember 1961 wurde er zum ersten Präsidenten der Liga gewählt. Nach seiner Ablösung als Präsident im Januar 1964 wurde er zum Mitglied des Präsidiums der Liga gewählt.

## Auszeichnungen und Ehrungen

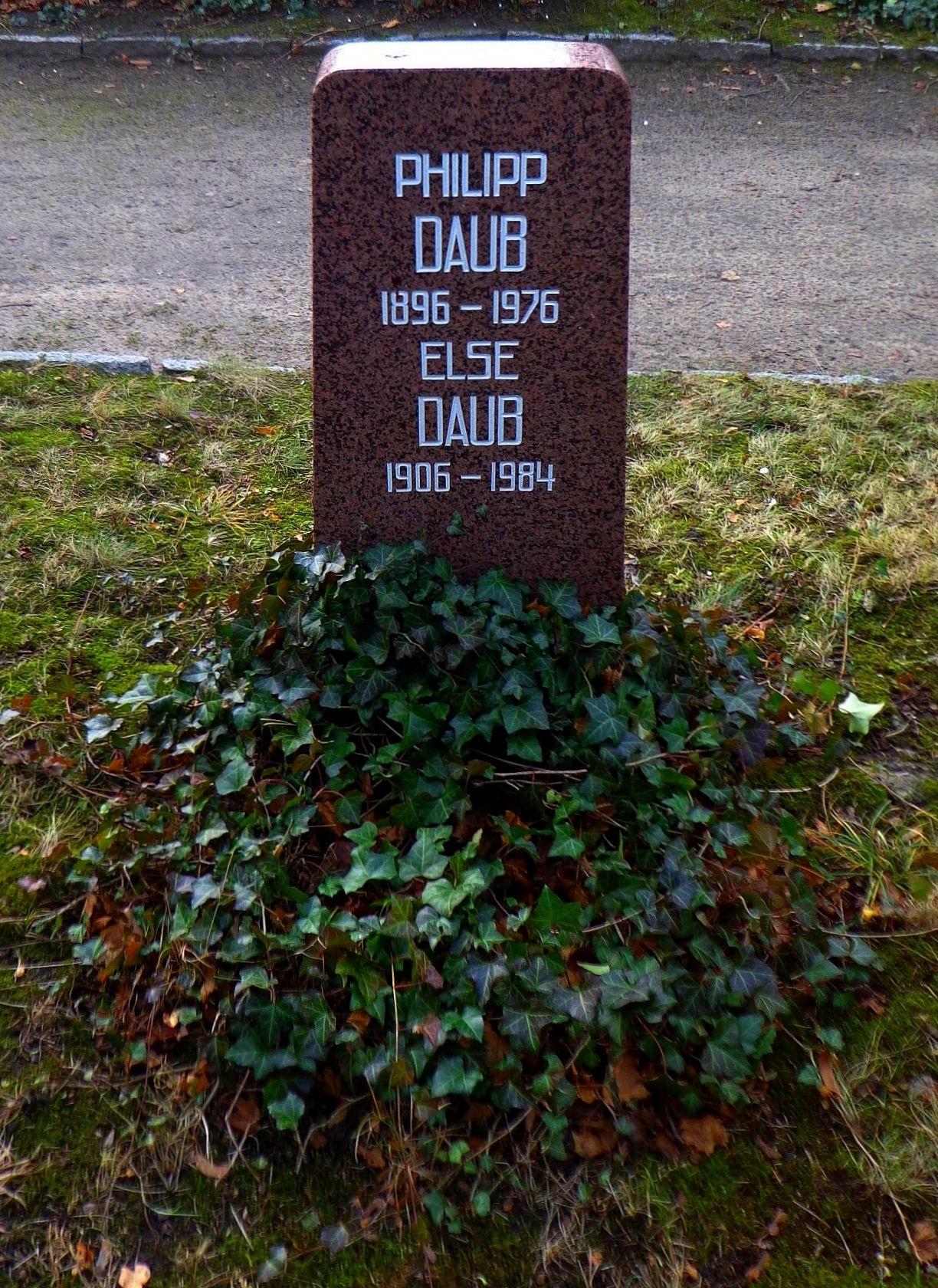
Grabstätte

Anlässlich seines 65. Geburtstages wurde er 1961 mit dem Orden Banner der Arbeit ausgezeichnet. Im Jahr 1964 wurde Daub pensioniert. Am 6. Mai 1955 erhielt er den Vaterländischen Verdienstorden in Silber, 1965 in Gold und 1971 die Ehrenspange zum Vaterländischen Verdienstorden in Gold sowie 1966 den Karl-Marx-Orden.
Seine Urne wurde in der Grabanlage Pergolenweg des Berliner Zentralfriedhofs Friedrichsfelde beigesetzt.
In Magdeburg wurden eine Polytechnische Oberschule und die Philipp-Daub-Straße nach ihm benannt. Nach der Deutschen Wiedervereinigung erfolgten wegen seiner Verantwortung für die Zerstörungen in Magdeburg Umbenennungen von Schule und Straße.